# Der Hut macht den Mann
Der Hut macht den Mann (Der Stil kommt vom Anzug) ist der Titel einer kleinformatigen Arbeit in Collage- und Mischtechnik auf Papier und Karton aus dem Jahr 1920 von Max Ernst (1891–1976). Sie entstand in Köln und wurde eines der populärsten Werke aus der dadaistischen Frühphase des Künstlers. Es befindet sich unter dem Titel The Hat Makes the Man in der Sammlung des Museum of Modern Art in New York.

## Beschreibung

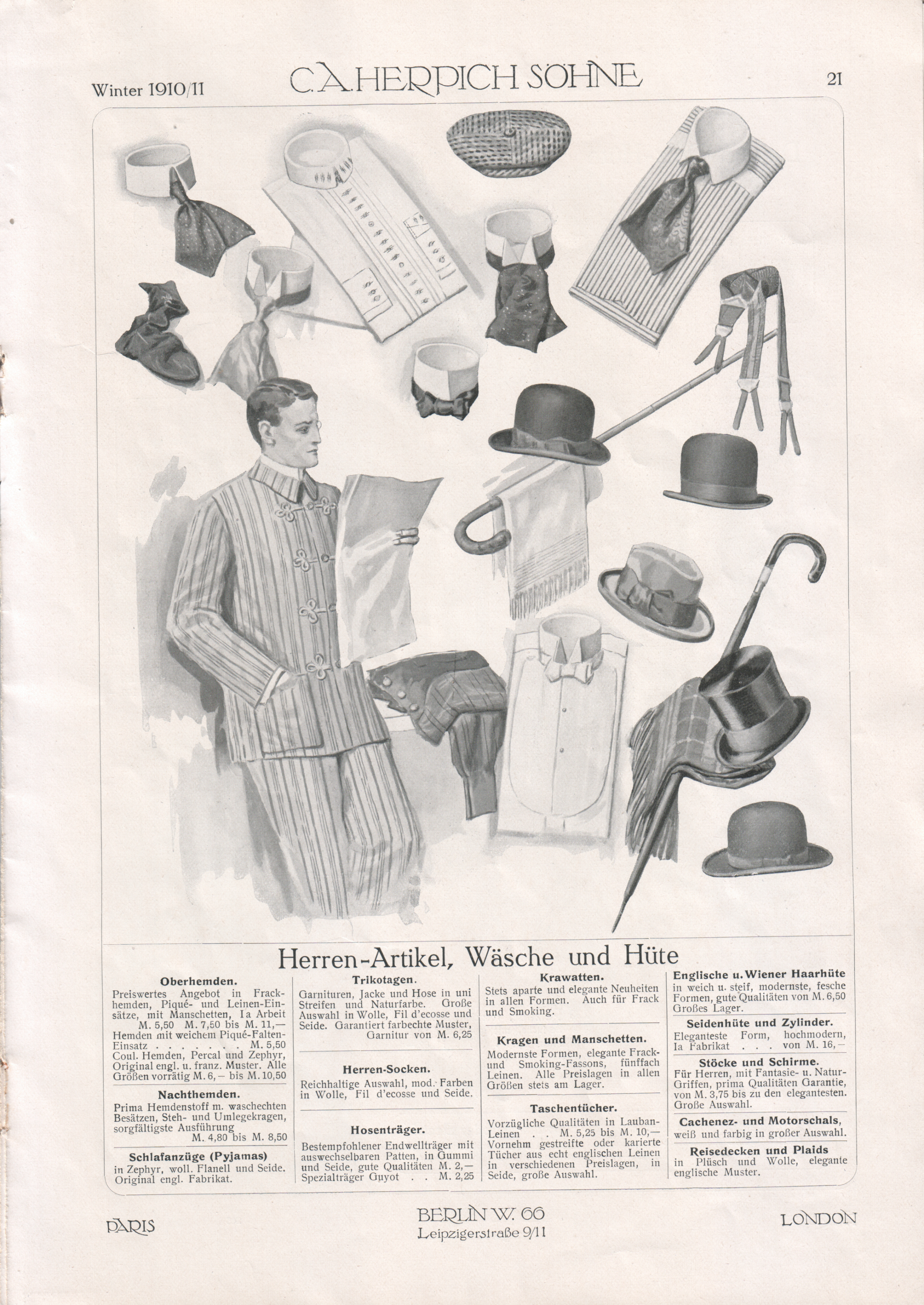
Prospekt eines Berliner Herrenausstatters mit Hüten, 1910

Max Ernst verwendete für diese Arbeit die Druckvorlage für einen Verkaufskatalog seines Schwiegervaters, des Kölner Hutfabrikanten Jacob Straus, auf der verschiedene Hutformen für eine Bestellung abgebildet waren. Ernst hatte in Köln für sechs Wochen die Hutumpressfabrik seines Schwiegervaters geleitet. Durch Übermalung dieser Druckvorlage entstanden turmartige Figuren.
Die Hutgestalten bestehen aus farbigen Röhren und Kuben in Blau-, Rot-, Grün- und Gelbtönen, die die Zwischenräume zwischen den gedruckten Hüten ausfüllen. Die rechte Turmfigur zeigt auf diese Weise zudem zwei Beine, die daneben zwei Hälse. Die Turmfigur ganz links besteht aus auf die Vorlage geklebten und teilweise gegeneinander gesetzten ausgeschnittenen Hüten, zum Turm geschlossen durch eine trapezförmige Fläche in Schwarz. Alle Figuren enden am Kopf mit einem Hut. Die Konturen und Schatten sind durch Feder und schwarze Tusche akzentuiert. Der Hintergrund ist mit Deckweiß übermalt, beim genauen Hinsehen erkennt man noch die darunter verdeckten gedruckten Hüte.
Das Blatt ist der Komposition entsprechend beschnitten und auf getönten Karton aufgeklebt. Unten rechts ist neben der Signatur unter einem Hut-Fuß – max ernst – auf dem Karton folgender handschriftlicher Eintrag eingefügt:  bedecktsamiger stapel- / mensch nacktsamiger wasserformer / („edelformer“) kleidsame nervatur / auch / !umpressnerven! / (c’est le chapeau qui fait l’homme) / (le style c’est le tailleur).

## Deutung
Die besondere Popularität und der Reiz des Werks werden der Fülle von Assoziationsmöglichkeiten zugeschrieben. Der Hut, der den Mann macht, verweist auf ähnliche Sprichwörter wie „Kleider machen Leute“ oder „C'est le ton qui fait la musique“.
Die Wörter „nervenstränge“ und „umpressnerven“ suggerieren, die leicht angeknickten Turmgestalten als lächerliche Wesen männlich geschneiderten Zuschnitts mit Hut wahrzunehmen, durch „edelformer“ und eine „kleidsame nervatur“. Gekoppelt wird diese Wahrnehmung mit der Psychoanalyse und deren konstatierten Metaphern für Geschlechtsmerkmale, zum Beispiel in Stammbäumen, aber auch in der biologischen Terminologie („nacktsamiger wasserformer“, „bedecktsamiger stapelmensch“). Sigmund Freud identifizierte 1905 in seiner Studie Der Witz und seine Beziehung zum Unbewußten den Hut als notwendiges Accessoire des bürgerlichen Mannes mit einem alltäglichen Symbol für unterdrückte Wünsche. Die Assoziation der phallisch anmutenden Hutstapel spielt auf diese Symbolik an und verweist damit auf den Gehalt der unter dem Hut verborgenen Gelüste.

## Einordnung
Der Hut war als Merkmal behäbigen und auf Sicherheit bedachten Bürgertums unter anderem ein Angriffsziel der Dadaisten, zugleich erklärten die Kuben und Röhren der Ernst’schen Hutfiguren den Kubismus, den führenden künstlerischen Stil der zeitgenössischen Moderne, zum sprichwörtlichen alten Hut.
Max Ernst, Hauptvertreter des Köln-Dada, hatte bereits seit 1919 mit dem französischen Lyriker Paul Éluard (1895–1952) und dem Schriftsteller André Breton (1896–1966), den beiden führenden Intellektuellen der Dada-Bewegung in Paris, korrespondiert. Das Ehepaare Éluard war im Herbst 1921 in Köln bei Max Ernst und seiner Frau Luise zu Besuch, bevor Ernst allein im folgenden Jahr nach Paris übersiedelte und bei den Éluards wohnte.
Infolge der Bekanntschaft mit Éluard und Breton schickte Max Ernst 1921 noch von Köln aus eine Auswahl an Collagen, Objekten, Zeichnungen und Gemälden nach Paris, um seine erste Einzelausstellung Exposition Dada Max Ernst in der Galerie Au Sans Pareil in der Avenue Kléber 37 zu bestücken, die im Mai desselben Jahres vom Pariser Kreis der Dadaisten organisiert wurde. Die Collage Der Hut macht den Mann war dabei und ist im Katalog der Pariser Ausstellung unter dem Titel C’est le chapeau qui fait l’homme aufgeführt.

## Provenienz
Die Collage Der Hut macht den Mann wurde 1935 von Paul Éluard an das Museum of Modern Art in New York verkauft. Éluard hatte sie – so der Herkunftshinweis des Museums – von Max Ernst erworben. Der Katalog der Pariser Max-Ernst-Ausstellung Exposition Dada Max Ernst von 1921 nennt indes noch einen weiteren ersten Besitzer, einen Monsieur P. S., der jedoch als fiktiv und Teil einer dadaistischen Inszenierung zur Vernissage gesehen werden kann.

## Aneignung
Der britische Künstler Damien Hirst konstruierte 2004 eine Skulptur aus bemalter Bronze und Eisen mit dem Titel The Hat Makes the Man (after Max Ernst). Er zitierte Ernsts Werk, indem er vier „behütete“ Figuren, auf drei Paletten angeordnet, darstellte.